# Cleistes exilis
Cleistes exilis är en orkidéart som beskrevs av Frederico Carlos Hoehne. Cleistes exilis ingår i släktet Cleistes, och familjen orkidéer. Inga underarter finns listade i Catalogue of Life.